# Acanthoderes latiforma
Acanthoderes latiforma es una especie de escarabajo del género Acanthoderes, familia Cerambycidae. Fue descrita científicamente por Chemsak & Hovore en 2002.
Se distribuye por México. Posee una longitud corporal de 8,5-13 milímetros. El período de vuelo de esta especie ocurre en los meses de abril y mayo.